# Wakkerstroom
Wakkerstroom este un oraș din Africa de Sud.